# Art i lletres
Art i Lletres fou un suplement dominical del diari tarragoní La Cruz. Publicat entre 1935 i 1936. Des de les seves pàgines oferien informació i crítica de diferents temes relacionats amb el món artístic, cultural i científic, però sota la perspectiva catòlica-conservadora, ideologia que imperava en el diari del qual eren suplement.

## Història
El primer número d'Art i Lletres va veure la llum el 17 de març de 1935. De periodicitat setmanal era imprès a Tipogràfiques Suc. de Torres & Virgili. La seu administrativa i redacció es trobava situada a la Rambla de Sant Joan, 46 de Tarragona.
Els seus articles estaven escrits en català i castellà.
La moralitat catòlica hi és present, en la mateixa importància que donaren a la cultura catalana i els esdeveniments culturals locals.
A l'editorial del primer número expressen el seu desig de fer un full crític d'art i literatura i donen com a raó l'escassetat de comentaris crítics al país que:
| «                                                       | L'escassesa al nostre país de comentaris crítics, ens obliga més a dur-hi el nostre esforç, per humil que sigui. | » |
| — Editorial, Art i Lletres, núm.1 (17 de març de 1935). | |   |

Respecte els col·laboradors diu:
| «                                                       | ...el nom dels signats seran pel públic una garantia. I per això no admetrem usualment pseudònims, si no és un pseudònim que ja tingui un prestigi (...) Hem d'acollir, conseqüents amb aquestes normes, la polèmica, mentre decorri amb benevolença i cortesia, mentre s'encamini a persuadir i mai a ferir al contrari. | » |
| — Editorial, Art i Lletres, núm.1 (17 de març de 1935). | |   |

Finalment, destaca: 
| «                                                       | A aquestes pàgines, iniciades avui, han de contribuir a la cultura i bon nom de Tarragona. Tal és el nostre propòsit que, amb l'ajuda de Déu, durem a terme. | » |
| — Editorial, Art i Lletres, núm.1 (17 de març de 1935). | |   |

Malgrat el seu propòsit de fer un full de caràcter crític, el que fan és una tasca divulgadora de la cultura, i conseqüentment no hi ha cap crítica oberta i directa; més aviat es dedica a informar que a polemitzar.
Molts dels col·laboradors habituals eren capellans de la Seu de Tarragona, com ara Joan Serra Vilaró, Tomàs Capdevila, Pere Batlle Huguet, Ramon Pinyes, Joan B. Manyà, Agustí Ibarra i el caputxí Robert de la Riba.
Els que van escriure més sobre literatura i poesia foren: Josep Cusidó i Piñol, J.V. Foix, Martí de Riquer, Josep M. Capdevila, Manuel de Montoliu; també hi col·laborà Joan Serra i Vilaró, estudiós dels monuments de Tarragona, amb articles sobre pintura, no necessàriament locals. Pere Batlle i Huguet analitzà el tema de recerca arqueològica local. Pere Antoni M. de Barcelona es dedicà a comentar el paper de l'art en la societat de l'època. Tomàs Capdevila va tractar el tema de la història dels pobles de Tarragona. Agustí Ibarra i Frederic Lliurat, entre d'altres, van col·laborar en articles que tractaven sobre música. Una altra manera de col·laborar era prestar una poesia perquè fos publicada al suplement, i així trobem col·laboradors de la talla de Mossèn Cinto Verdaguer, Josep Carner, J.M. López Picó, Carles Riba, Josep M. de Segarra. També s'hi publicaren articles d'altres publicacions periòdiques nacionals i internacionals, com el setmanari Flama i La Forza.
Comptava amb algunes seccions com: "Vària" amb informació nacional i internacional sobre cultura: arqueologia, concursos, premis (literaris i artístics), etc. "Crítiques" anònimes o amb pseudònim, sobre obres literàries, normalment favorables.
Pel que fa a la distribució anava encaixat al diari La Cruz dels diumenges i, per tant, el normal era la distribució en venda directa. Tenint en compte que era un suplement dominical, seria normal que el compressin els mateixos que es podien permetre la compra del diari la resta de dies. La composició social dels lectors aniria des del petit comerciant fins a l'empresari més poderós, passant per una extensa capa social simpatitzant de la premsa conservadora del catolicisme tradicional.
A través d'aquesta publicació obtenim gran quantitat d'informació sobre col·leccions literàries, llibres que sortien en aquells època, festivals internacionals de música, premis tant de l'àmbit literari com de les arts plàstiques...És constant la referència a institucions, nacionals com internacionals que estaven relacionades amb l'àmbit cultural mediterrani, hispànic i català. Pel contingut podem afirmar que anava adreçat a una minoria amb un cert poder adquisitiu i una cultura mitjana elevada.
Els temes que més predominaven en els articles dels col·laboradors eren els comentaris literaris d'obres d'autors catalans, els referents a història i història de l'art, tant local com internacional.
Publicaren alguns números extraordinaris: Núm.9 (12-V-1935) dedicat als Jocs Florals; Núm.29 (13-X-1935) dedicat a l'ermita de Vallmoll amb motiu de les festes decennals de la restauració de l'ermita del Roser; Núm.33 (10-XI-35) dedicat a Apel·les Mestres per Carles Vila; Núm.38 (22-XII-35) dedicat a Marià Fortuny per Francesc d'A. Gavaldà per raó del 61 aniversari de la mort del pintor; Núm. 42 (23-II-36) dedicat al Centenari de Gustavo Adolfo Bécquer.
Hi podem trobar publicitat, sobretot de les obres que escrivien preveres, mossens i canonges de la Seu de Tarragona, que eren l'ànima del diari i del suplement. També fa referències a l'editorial Barcino, remarcant-ne la tasca en favor de la nostra cultura i de la difusió del dret civil català.
El darrer número de la col·lecció fou el núm.46 que es correspon al 29 de març de 1936.
Tant a la Biblioteca Hemeroteca Municipal de Tarragona com a la Biblioteca Pública de Tarragona se'n conserva part de la col·lecció. Es pot consultar digitalitzat a la Biblioteca Virtual de Prensa Histórica.

## Aspectes tècnics
Presentava un número variable de pàgines entre 1 i 4 de 33 cm. a 5 columnes de 38 x 5,5 cm.
Les mides de la capçalera eren de: 6 x 29 cm. En algun exemplars presentava il·lustracions.